# Comte d'Arran
Pour les articles homonymes, voir Arran.

Le titre de Comte d'Arran est un titre de la pairie d'Ecosse, il est subsidiaire de celui de Duc d'Hamilton.
- James Hamilton (vers 1475-1529), 1er comte d'Arran ;
- James Hamilton (vers 1516-1575), 2e comte d'Arran ;
- Jacques Stuart († 1595), 3e comte d'Arran durant cinq ans, tuteur du suivant ;
- James Hamilton (vers 1537-1609), 3e comte d'Arran ;
- James Hamilton (1589-1625), 4e comte d'Arran, puis 2e marquis d'Hamilton.